# 次男坊判官
『次男坊判官』（じなんぼうはんがん）は、1955年に公開された加戸敏監督の日本映画。

## スタッフ
以下のスタッフ名はKINENOTEに従った。
- 製作 - 酒井箴
- 監督 - 加戸敏
- 脚本 - 衣笠貞之助
- 企画 - 浅井昭三郎
- 撮影 - 武田千吉郎
- 美術 - 太田誠一
- 音楽 - 山田栄一
- 録音 - 大角正夫
- 照明 - 岡本健一

## キャスト

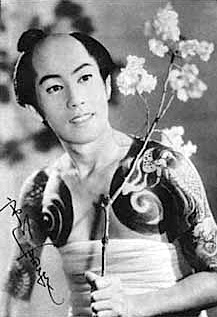
八代目 市川雷蔵

以下の出演者名と役名はKINENOTEに従った。
- 八代目 市川雷蔵 - 遠山金四郎
- 浅茅しのぶ - 寿女郎
- 峰幸子 - お八重
- 二代目 市川小太夫 - 榊原重蔵
- 潮万太郎 - 梅の三吉
- 杉山昌三九 - 谷山猪十郎
- 南条新太郎 - 遠山金之丞
- 羅門光三郎 - 熊峰の権六
- 浦辺粂子 - おしげ
- 若杉曜子 - 大黒女郎
- 橘公子 - お静
- 大美輝子 - 布袋女郎
- 荒木忍 - 彫為
- 東良之助 - 越後屋彦兵衛
- 水原洋一 - 直助
- 天野一郎 - 長吉
- 水野浩 - 鈴木左内
- 伊達三郎 - 吾八
- 石原須磨男 - 碇床の親方
- 千葉登四男 - 鳴海早太
- 西岡タツオ - 千松
- 横山文彦 - 長尾摂津
- 藤川準 - 茂作
- 玉置一恵 - 村瀬半右衛門
- 堀北幸夫 - 壷振り権次
- 大崎四郎 - 俵屋平八
- 高原朝子 - 毘沙門女郎
- 前田和子 - 弁天女郎
- 種井信子 - 俵屋の小女
- 金剛麗子 - お鹿